# Loskū
Loskū är en ort i Iran.   Den ligger i provinsen Gilan, i den norra delen av landet, 230 km nordväst om huvudstaden Teheran. Antalet invånare är 153.
Terrängen runt Loskū är mycket platt. Runt Loskū är det ganska tätbefolkat, med 230 invånare per kvadratkilometer. Närmaste större samhälle är Lāhījān, 16,1 km sydost om Loskū. Trakten runt Loskū består till största delen av jordbruksmark.